# Bataille de Zapotepec
Guerre d'indépendance du Mexique
La Batalla de Zapotepec est une action militaire de la guerre d'indépendance du Mexique qui eut lieu le 2 janvier 1821 aux environs de la ville de Zapotepec, État de Guerrero. Les insurgés sous le commandement du général Vicente Guerrero s'emparèrent de la ville de Zapotepec, annihilant la compagnie de grenadiers mise en place en 1820 par Iturbide qui avait été chargé par le vice-roi Juan Ruiz de Apodaca d'empêcher les troupes de Guerrero de se réfugier dans les montagnes de Jaleaca de Catalan.

## Sources
- (es) Cet article est partiellement ou en totalité issu de l’article de Wikipédia en espagnol intitulé « Batalla de Zapotepec » (voir la liste des auteurs).
- Vicente Riva Palacios, México a través de los siglos : historia general y completa del desenvolvimiento social, político, religioso, militar, artístico, científico y literario de México desde a antigüedad más remota hasta la época actual; obra, única en su género, G. S. López edición, México D.F. (Mexique), 1880